# San Antonio de Areco
San Antonio de Areco es una ciudad, cabecera del partido homónimo, en la provincia de Buenos Aires, Argentina. Se encuentra a 113 km de la ciudad de Buenos Aires. Conocida como "Cuna de la Tradición", fue declarada Capital Nacional de la Tradición el 29 de enero de 2015 por la ley nacional 27105.
Fundada el 23 de octubre de 1730, es considerada como una de las ciudades más antiguas de la provincia.

## Geografía
Población: cuenta con 26 671 habitantes (Indec, 2022), frente a los 23 114 habitantes (Indec, 2010) del censo anterior. 
San Antonio de Areco se halla ubicado al noroeste de Buenos Aires. Tipo de clima templado pampeano, con la consecuencia suelo cubierto de gramíneas durante todo el año.
Limita al sur con el partido de San A. de Giles, al este con Exaltación de la Cruz y Zárate, al norte con Baradero y al oeste con Capitán Sarmiento y Carmen de Areco, límites establecidos según la ley del 24 de octubre de 1864, en la presidencia de Mitre y gobernación de Saavedra.
San Antonio de Areco tiene dos tipos de límites:
- Geométrico (coincide con figuras geométricas)
- Hidrográfico (coincide con cursos de agua).

Este tipo de límite está dado en los Arroyos Doblado y Cañada Honda (limitando con el Partido de Baradero) y Río Areco que limita con Zárate.
La superficie de San Antonio de Areco es de 857,59 km², formada por seis cuarteles divididos en secciones urbanas y sección quintas.

### Relieve: Región pampeana

Atardecer sobre el "Puente viejo".

La región pampeana se halla asentada sobre uno de los macizos más antiguos el de “Brasilia”. Aquí su base está oculta bajo los sedimentos terrestres acumulados después de producirse los hundimientos que la originaron. La acumulación de material, eólico, fue intensa sepultando las rocas de Brasilia. Los mantos que las cubren varían de espesor desde pocos centenares de metros hasta una profundidad de 5 km.
La pampa ocupa la franja comprendida entre la ribera derecha del Paraná desde Santa Fe hasta la llamada Pampa Ondulada o Norteña zona muy excepcional, favorecida por el empalme de rutas fluviales y terrestres del interior con las de ultramar. Muy ricos campos en pastos, arboledas, suelo y caza.
San Antonio de Areco forma parte de esta pampa ondulada. Estudios del suelo de la misma determinaron que lleva este nombre por las lomadas separadas por valles amplios zigzagueado por una serie de caudales de aguas que vuelcan sus aguas al Paraná a través de bajos ribereños.
Bajos ribereños: área de bañados con frecuencia inundables por el efecto de la sudestada.

### Clima
Templado pampeano o de transición: 
Veranos calurosos: con días de mucha humedad, con los primeros calores tienen lugar tormentas violentas que producen la caída termométrica. Vientos huracanados y aguaceros.
Invierno templado con aire frío por su posición abierta a las invasiones del aire polar antártico. Con temperaturas superiores a 10 °C, pero con frecuencia se registran temperaturas inferiores a 0 °C. 
Vientos, influyen en los cambios de temperaturas.
Norte: cálido y húmedo, trae días calurosos y sofocantes veranos.
Pampero: del sudoeste a veces con violencia produciéndose cambios de temperatura frío y seco.
Sudestada: con cierta violencia, en invierno frío y húmedo. Provoca generalmente lluvias.

## Historia

Museo Ricardo Güiraldes.

Dominio absoluto de Querandíes hasta el siglo XVI, con la llegada de los conquistadores españoles, la comarca es lugar de paso obligado en la ruta al Alto Perú y al Paraguay. Precisamente en la unión de las dos culturas se encuentra el origen del gaucho. Los primeros asentamientos se registran en el siglo XVII con los jesuitas a orillas del actual río Areco. Una suerte de aldea comenzó a tomar forma, más el choque entre querandíes y españoles fue inevitable. En 1714, un gran ataque —malón— de los querandíes asoló la región. Los colonos, para librarse de ellos, prometieron construir una capilla bajo la advocación de San Antonio de Padua. Concedida la gracia, los hispano-criollos no tardaron en cumplir su palabra. Con el crecimiento de la población —aproximadamente veinticinco propietarios (que incluía a mujeres e indios) y encabezados por José Ruiz de Arellano— el Cabildo Eclesiástico de la ciudad de Buenos Ayres, declara a San Antonio de Areco como una de las primeras siete  “Parroquias de campaña”, firmándose el documento el 23 de octubre de 1730, fecha que se considera la partida de nacimiento del pueblo. 
El pueblo lentamente fue creciendo. Con las invasiones inglesas de 1806 y 1807, Areco se convierte en uno de los pueblos que recibe prisioneros británicos, con los que se tejerán posteriormente apasionantes historias. Iniciada la etapa de la Independencia, Areco aporta con Juan Hipólito Vieytes a uno de los hombres más lúcidos de la Revolución.
Por su estratégica ubicación, fue siempre lugar de paso y encuentro de los personajes que forjaron o visitaron el país: José de San Martín, Charles Darwin, José Matías Zapiola, Juan Manuel de Rosas, Facundo Quiroga. 
A mediados del siglo XIX, llegaron a San Antonio de Areco inmigrantes entre ellos españoles, croatas, italianos e irlandeses. Una nueva fusión se generó en San Antonio de Areco: la del gaucho con la del inmigrante, dando lugar al actual paisano. El arquetipo arequero se había completado. 
En 1926, Ricardo Güiraldes, hijo de una vieja familia local, vuelca en su poética novela “Don Segundo Sombra” el resultado de tres siglos de historia. La obra es un hito nacional. Conmueve al pueblo, fortaleciendo su compromiso por preservar la tradición. En 1939, un grupo de vecinos y paisanos organizan la Fiesta de la Tradición, hoy la celebración criolla más antigua del país, como homenaje al hombre de campo y sus costumbres.  San Antonio de Areco a partir de ese momento comienza a detenerse visualmente, en sus usos y costumbres, en el tiempo. El pueblo es declarado Poblado de Interés Histórico Nacional por la Presidencia de la Nación en el año 1999.

## Perfil cultural
San Antonio de Areco conserva todos los atributos de un tradicional pueblo de la llanura pampeana. La comunidad es muy celosa en el cuidado y difusión de sus “usos y costumbres” tradicionales/criollos. Esa cuestión que caracteriza al arequero más allá de su condición social, raza o religión.
La pasión por la música criolla y la danza nativas es la expresión más característica de la comunidad. Las peñas y guitarreadas son motivos de reuniones en cualquier lugar y época del año.
Es interesante observar, que si bien es un poblado típicamente agropecuario, cuenta con un centenar de artesanos en diferentes disciplinas asociadas a lo tradicional. Se destacan: platería, soguearía, talabartería, herrería, cerámica y telar criollo/pampa. Cada artesano a su vez cuenta con aprendices y/o asistentes, lo cual da una prueba del importante movimiento de estos artistas en la sociedad.
Cabe destacar que más allá de ser una ciudad con un reducido número de habitantes cuenta con ocho museos: dos oficiales (Parque Criollo y Museo Gauchesco "Ricardo Guiraldes"  y el Centro Cultural y Museo "Usina Vieja”) y seis particulares: (Museo Las Lilas de Areco —Colección Molina Campos—, Museo "Antonio Pazzaglia" de la Cooperativa Eléctrica; Museo de platería "Draghi", Museo Evocativo "Osvaldo Gasparini", Museo Atelier "La Recova" y el Museo de Inmigración "Los rostros de la Pampa" (en la localidad de Villa Lía). En el núcleo urbano de Vagues por su parte se encuentra el Centro de Interpretación Ferroviario Vagues.

## Actividades turísticas

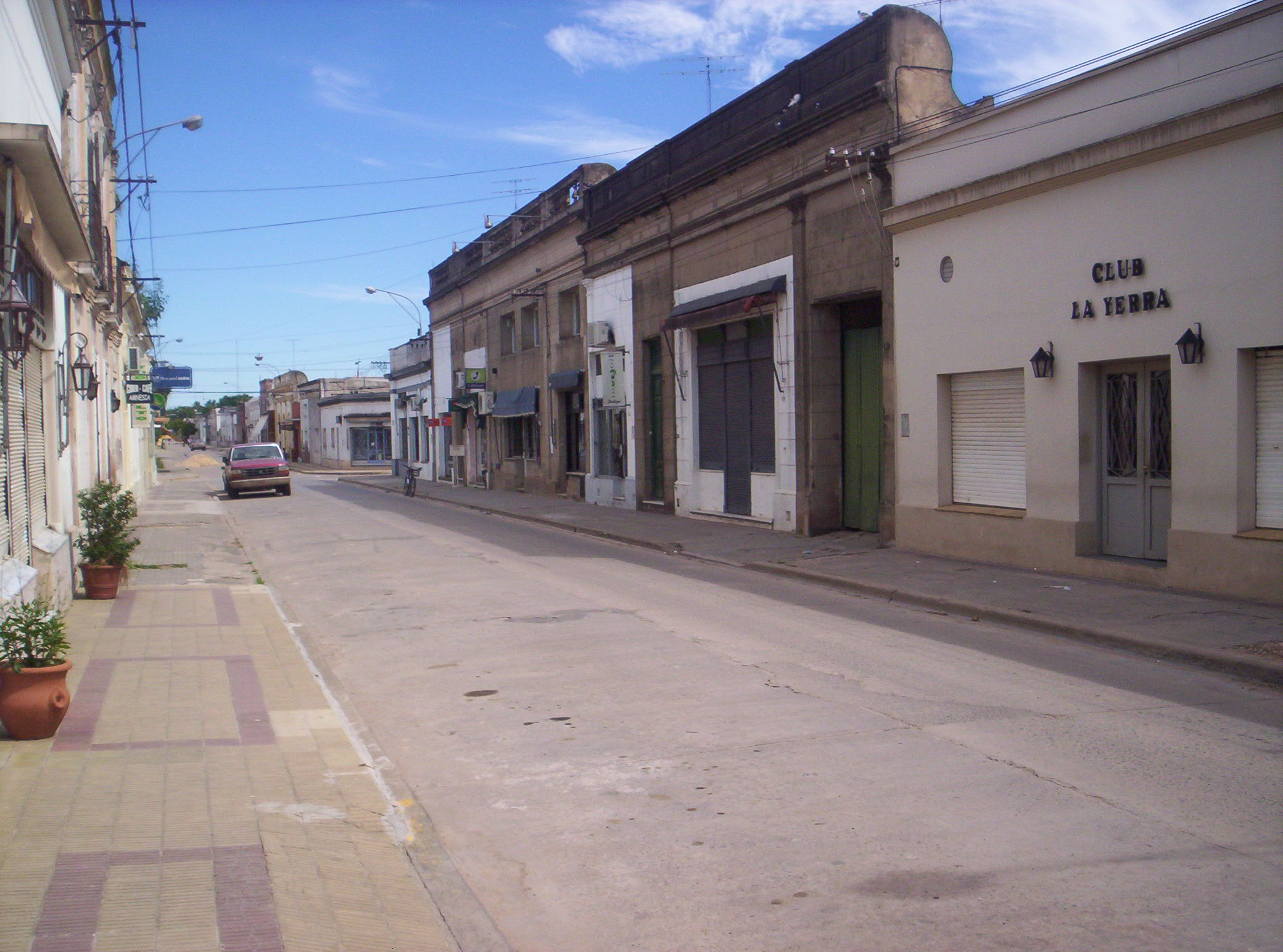
Calle típica de San Antonio de Areco.

San Antonio de Areco es un destino de turismo cultural. 
Su cercanía con la ciudad de Buenos Aires (a 110 km por la RN 8) lo ha convertido en un destino ideal para la práctica del “mini-turismo” o “escapada”. Por su contraste cultural y paisajístico con la Capital Federal, más sus propias características y propuestas, el pueblo recibe un importante número de turistas nacionales y extranjeros (estos últimos atraídos particularmente por todo lo relacionado con la cultura gaucha).
San Antonio de Areco cuenta con todos los servicios para una vida y visita confortable, y su infraestructura turística es completa, desde los servicios gastronómicos, pasando por los de alojamiento que pueden ir desde sencillas posadas a las más sofisticadas estancias.
Dado que su fortaleza gira en torno a la tradición es lógico que todo se arme en función de esto. Se destaca la Fiesta de la Tradición (noviembre),  considerada la celebración criolla más antigua del país y una de las tres festividades decanas de la Argentina. Otras fechas de su calendario turístico son: Semana Santa (abril), la Fiesta de las Tropillas (mayo); Festejos patronales de San Antonio (junio); los fines de semana largos y los festejos patronales en los pueblos rurales de Villa Lía y Duggan.
Dentro de sus atractivos, el sector comprendido por la Zona de Preservación Patrimonial, popularmente conocido como Casco Histórico con su arquitectura “italianizante-criolla” (1870-1930) es uno de los puntos fuertes. Es habitual ver grupos de fotógrafos recorriendo las calles con sus máquinas capturando rejas, molduras o puertas antiguas.
Los viejos bares, boliches y almacenes detenidos en el tiempo son rincones imperdibles y representan un clásico en la visita al pueblo. 
Existen también ocho museos de temática regional y tradicional con los que un visitante puede formar una idea cabal de la historia y cultura de este pueblo. En este conjunto sobresale el Parque Criollo y Museo Gauchesco "Ricardo Güiraldes", símbolo de Areco y orgullo de toda la comunidad.
Se destaca el trabajo de sus artesanos: plateros, sogueros, talabarteros, herreros, telar pampa y ceramistas quienes han acuñado con sus obras y trayectorias la terminología de “Artesano Arequero”.
El sector de la costanera, si bien está en proceso de puesta en valor, es un espacio muy visitado. Grandes parques a orillas del río Areco, invitan a la caminata. En ocasiones se realizan pequeños conciertos o se arman bailes criollos.

### La Fiesta de la Tradición

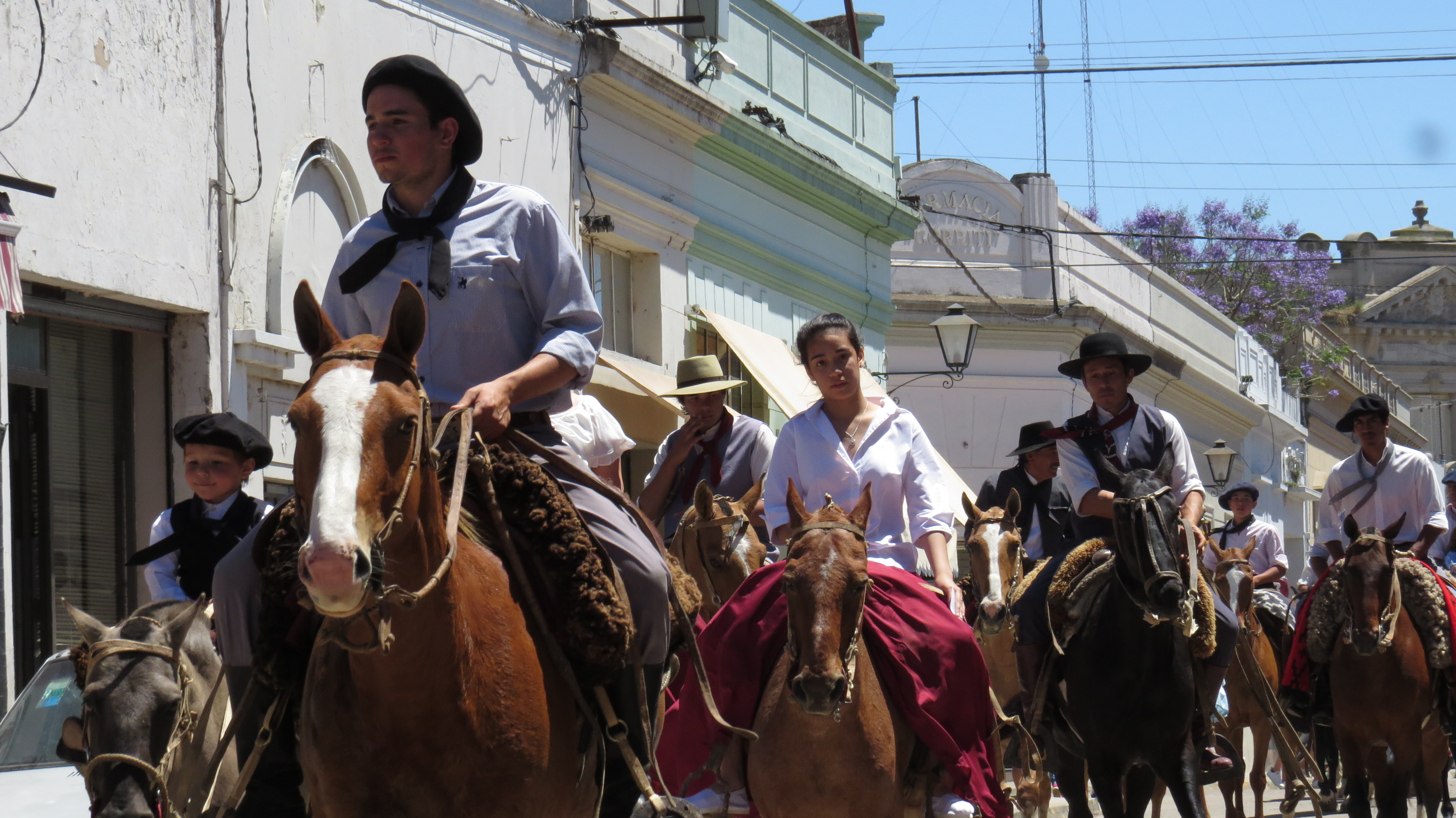
Celebración de la Fiesta de la Tradición en 2017.

San Antonio de Areco es un mojón cultural de la tradición, y esto no es solo porque hace más de 75 años que se lleva adelante esta celebración, sino,  por la particularidad de la misma; ya que es por esos días,  todo el pueblo,  se muestra al mundo entero,  con su propia identidad.
Los únicos protagonistas de los festejos son los paisanos con sus caballos; pero también los artesanos,  músicos, bailarines; pintores…. Es decir,  todos los que componen el bagaje cultural de este pueblo y que le ha permitido ser custodio de las más nobles tradiciones, que componen el ser argentino; “El gaucho”, orgulloso del pasado, en el que cada año renueva el compromiso por un estilo de vida, en un típico pueblo de la llanura pampeana.
En la actualidad, los actos centrales se llevan a cabo el fin de semana próximo al día 10 de noviembre. Estos festejos, además de recrear un hecho histórico, son un verdadero homenaje al hombre de campo, y en derredor de esa figura se llevan a cabo distintos actos durante las semanas previas al gran día. 
Ya en la víspera el Parque Criollo comienza a prepararse para el gran festejo: sábado al mediodía, los primeros asados y encuentros. Por la tarde en el campo de destrezas: pialada de yeguarizos puerta afuera; arréglese como pueda; corrida de sortijas; carreras cuadreras y al caer la tarde se prenden los fogones que darán vida por la noche al encuentro de música, canciones y bailes sureros tradicionales. 
El día domingo, en el centro del pueblo las calles ya están vestidas de fiesta. Los bailes de la Escuela Municipal de Danzas anteceden a los festejos frente al palacio municipal. El mismo se inicia con la Fanfarria “Alto Perú” del Regimiento de Granaderos a Caballo “Gral. San Martín”.
Posteriormente se acercan los abanderados de a caballo, quienes reciben de las autoridades la bandera nacional y provincial, dando inicio al desfile donde participan unos 2.000 paisanos aproximadamente, y unas 60 tropillas.
El desfile se extiende por varias calles del pueblo, para luego dirigirse al patio de la pulpería “La Blanqueada”. Allí se realizará el gran almuerzo criollo con su música y bailes tradicionales. 
Ya en el campo de destrezas los paisanos se preparan para el entrevero de tropillas y el resto de las destrezas criollas que se llevarán adelante en el transcurso del día hasta la caída del sol, momento en que finalizará una edición más de la gran fiesta criolla de San Antonio de Areco.

### Monumentos históricos
En 1999 la Presidencia de la Nación declara a San Antonio de Areco: "Poblado Nacional de Interés Histórico" y seis de sus sitios "Monumentos Históricos Nacionales": 
- El Puente Viejo
- Parque Criollo y Museo Gauchesco "Ricardo Güiraldes"
- La Pulpería "La Blanqueada"
- Iglesia parroquial de San Antonio de Padu
- La casa de la intendencia municipal
- El casco de la Estancia "La Porteña".[3]

Cabe destacar que en el año 1978, ICOMOS delimito la Zona de Preservación Patrimonial al sector céntrico del pueblo el cual es conocido popularmente como "Casco Histórico".
En 2014 la Presidencia de la Nación declaró a la tumba del escritor Ricardo Güiraldes, ubicada en el Sector Histórico del cementerio municipal "Sepulcro Histórico Nacional"

## Personalidades destacadas
- Juan Hipólito Vieytes (1762-1815) político argentino.
- Segundo Ramírez (1852-1936) célebre gaucho argentino inmortalizado por Ricardo Güiraldes en el libro Don Segundo Sombra.
- Raúl Armando Savoy (1940-2003) futbolista argentino.
- Oscar Andrés Candia, futbolista argentino.
- Juan Ignacio Sills, futbolista argentino.
- Santiago Lujan Saigós (1929-1965) automovilista argentino.
- Jeremías Scialchi, automovilista argentino.
- Luis García, kinesiólogo argentino.

## Imágenes del pueblo

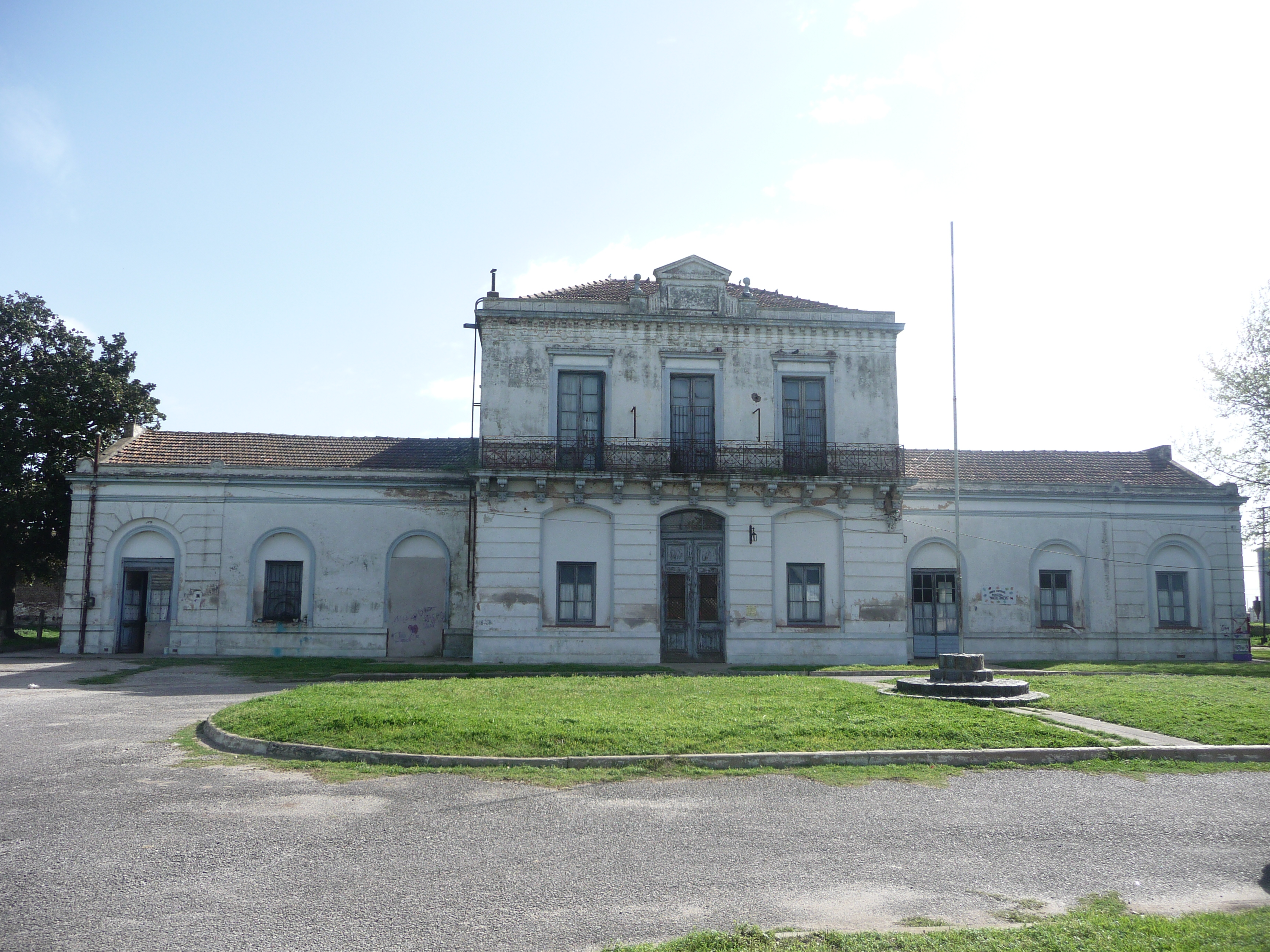
Estación
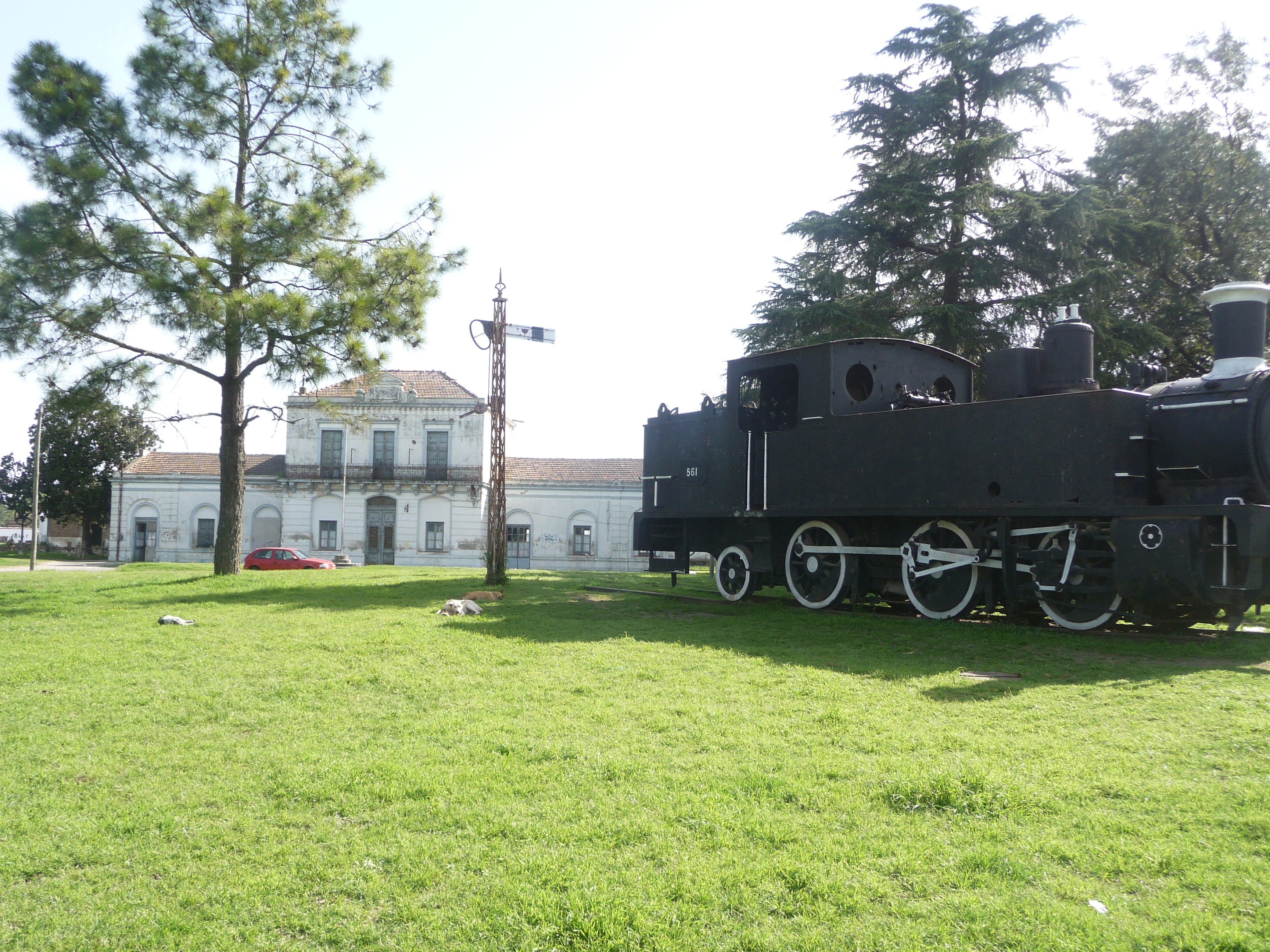
Estación
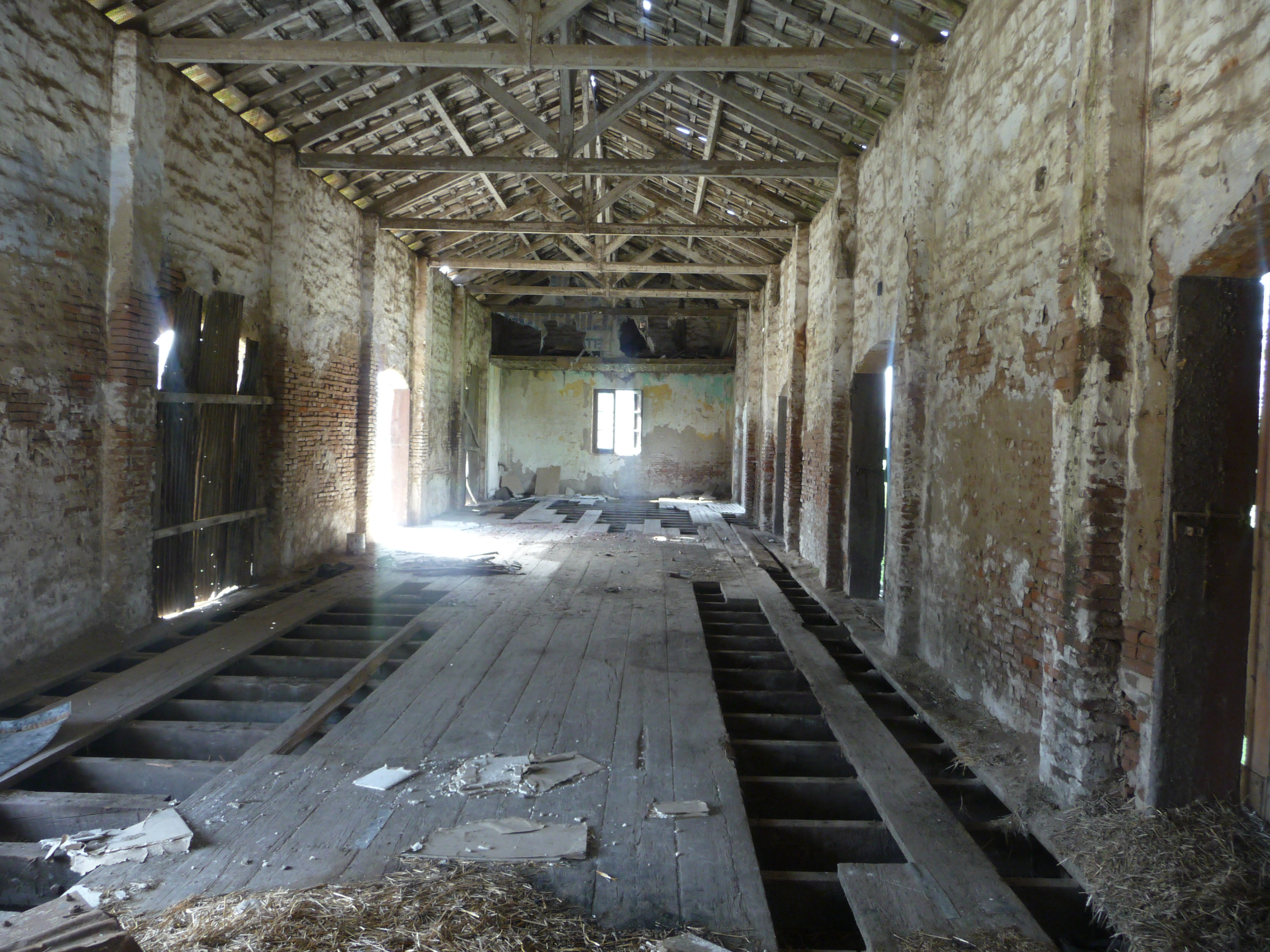
Antiguo Galpón de Cargas
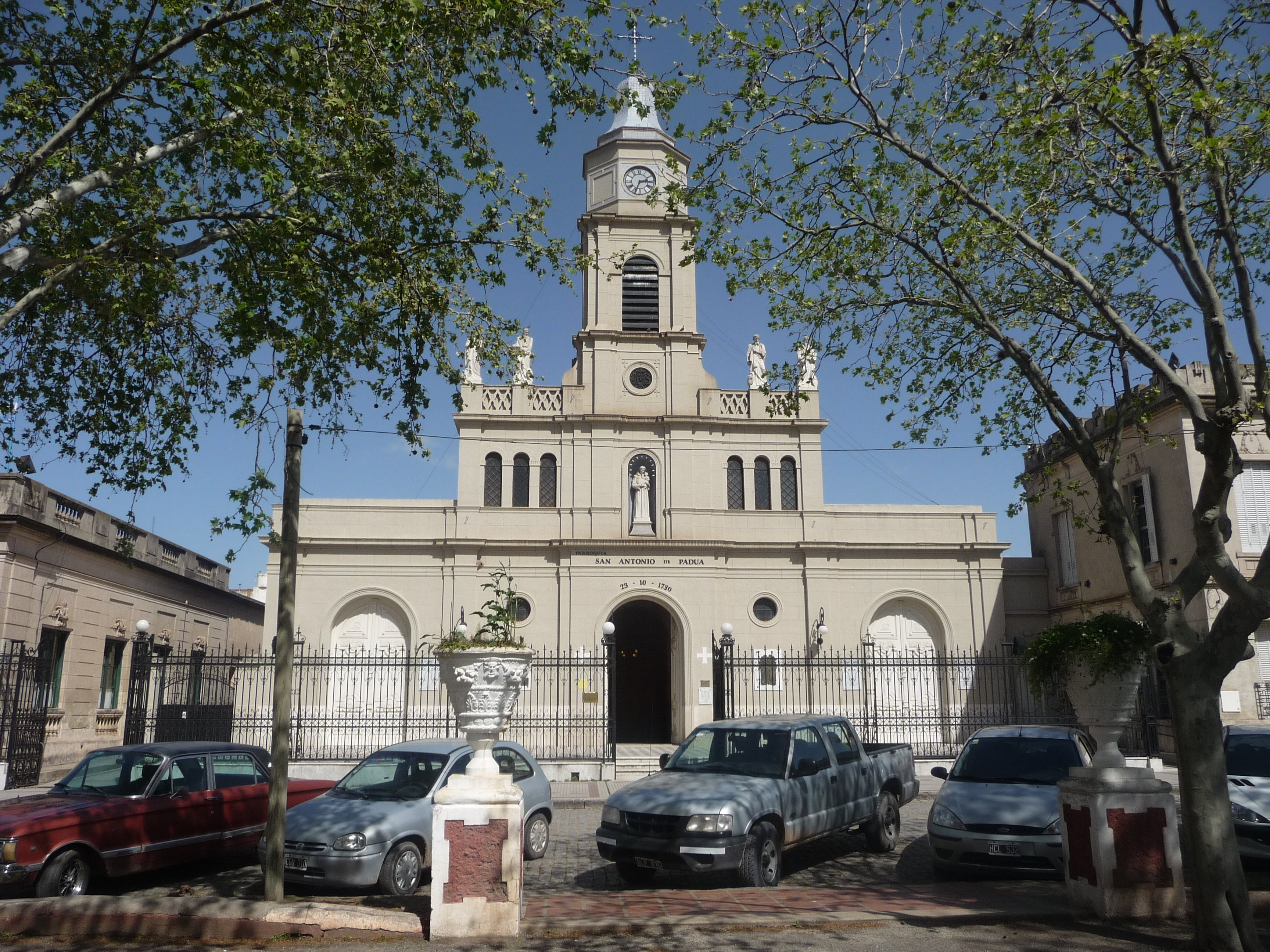
Parroquia San Antonio de Padua
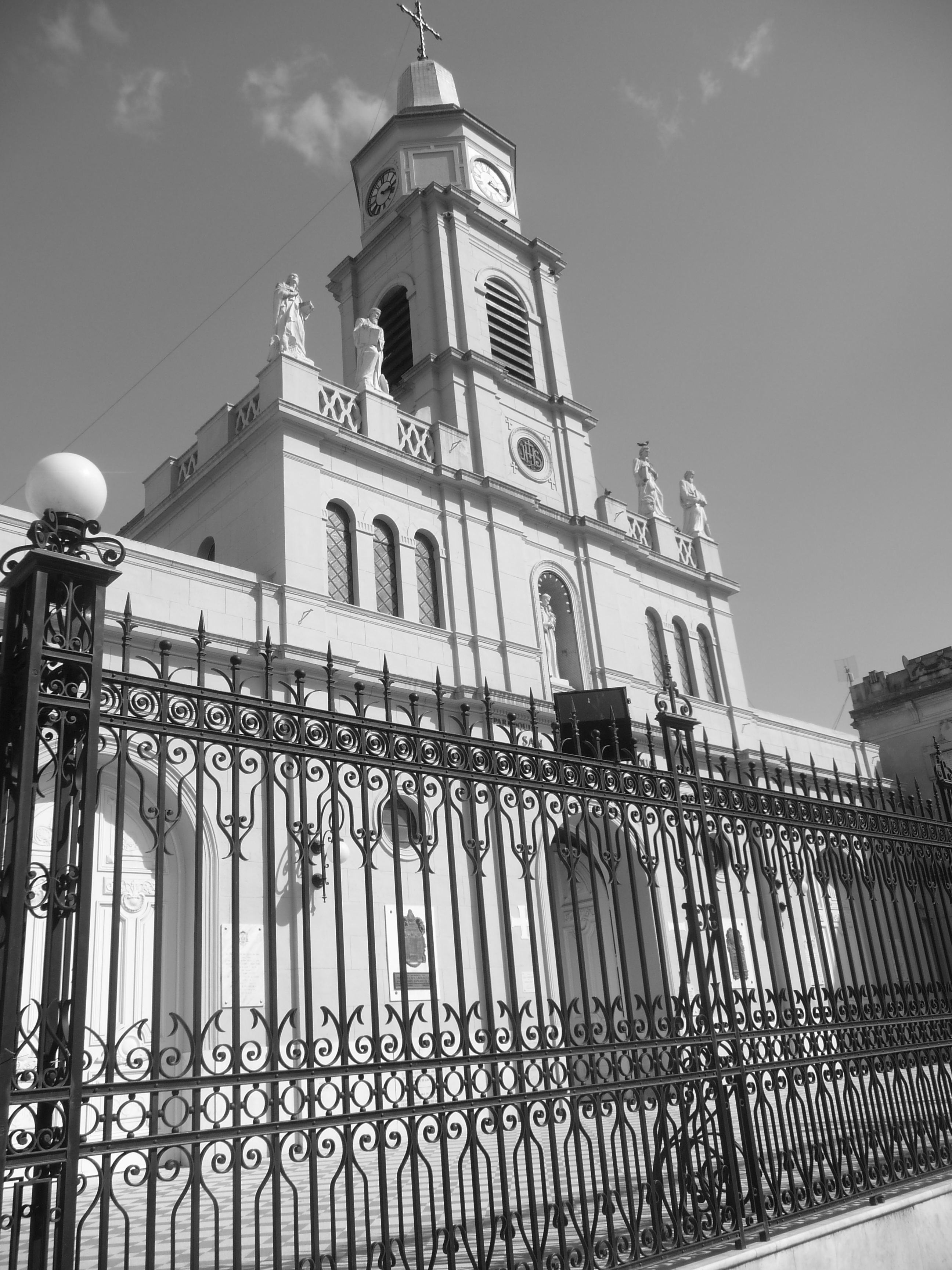
Parroquia San Antonio de Padua
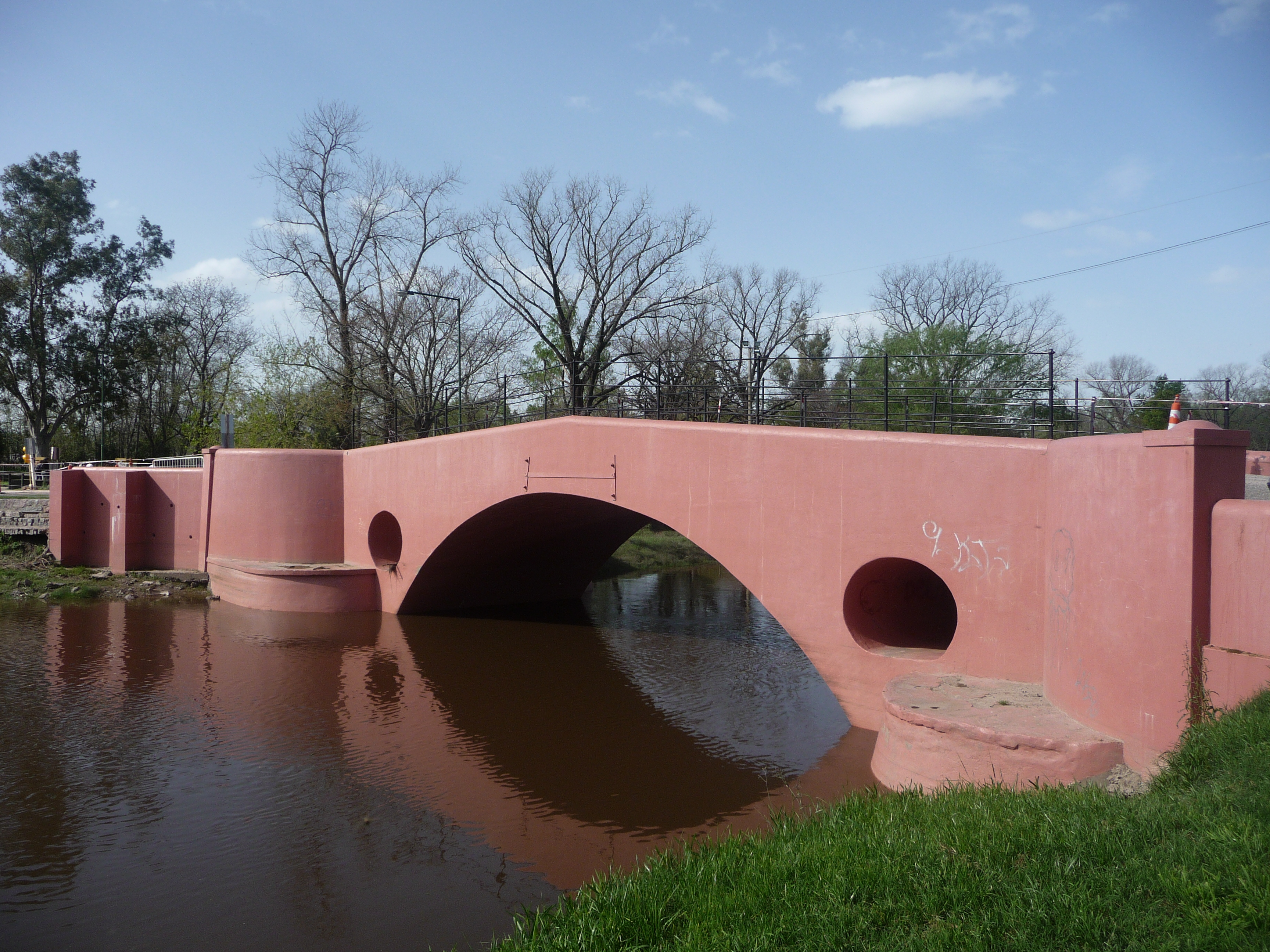
Puente Viejo